# Grijpstaartstekelvarkens
De grijpstaartstekelvarkens (Coendou) zijn een geslacht van zoogdieren uit de familie van de stekelvarkens van de Nieuwe Wereld (Erethizontidae). De wetenschappelijke naam van het geslacht werd in 1799 gepubliceerd door Bernard Germain de Lacépède.

## Taxonomie
Traditioneel werden er 3 geslachten grijpstaartstekelvarkens erkend: Coendou, Echinoprocta en Sphiggurus. Echter, het geslacht Sphiggurus bleek polyfyletisch ten opzichte van Coendou, en Echinoprocta bleek genesteld in het geslacht Coendou. Sindsdien worden deze geslachten als synoniem van Coendou gerekend.

### Soorten
Er worden 18 soorten in dit geslacht geplaatst:
- Coendou baturitensis Feijó & Langguth, 2013
- Coendou bicolor (Tschudi, 1845) - Tweekleurig grijpstaartstekelvarken
- Coendou ichillus Voss & M. N. F. Silva, 2001
- Coendou insidiosus (Olfers, 1818) - Wolharig grijpstaartstekelvarken
- Coendou longicaudatus Daudin, 1802
- Coendou melanurus (J. A. Wagner, 1842) - Listig stekelvarken
- Coendou mexicanus (Kerr, 1792) - Mexicaans wolharig grijpstaartstekelvarken
- Coendou nycthemera (Olfers, 1818)
- Coendou prehensilis (Linnaeus, 1758) - Grijpstaartstekelvarken
- Coendou pruinosus Thomas, 1905
- Coendou quichua Thomas, 1899
- Coendou roosmalenorum Voss & M. N. F. Silva, 2001
- Coendou rothschildi O. Thomas, 1902 - Rothschilds grijpstaartstekelvarken
- Coendou rufescens (J. E. Gray, 1865) - Bergstekelvarken
- Coendou speratus Pontes et al., 2013
- Coendou spinosus (F. Cuvier, 1823) - Zuid-Amerikaans wolharig dwerggrijpstaartstekelvarken
- Coendou vestitus Thomas, 1899 - Bruin wolharig dwerggrijpstaartstekelvarken
- Coendou vossi Ramírez-Chaves, Mazepa, D. M. Morales-Martínez, Suárez-Castro, Colmenares-Pinzón, Pulido-Santacruz, & Noguera-Urbano, 2025[3]